# Laurent-Désiré Kabila
Laurent-Désiré Kabila, född 27 november 1939 i Baudouinville i Belgiska Kongo (nuvarande Moba i provinsen Tanganyika i Kongo-Kinshasa), död 18 januari 2001 i Kinshasa, var en kinshasakongolesisk rebelledare och politiker. Han var Kongo-Kinshasas president 1997–2001.

## Biografi

### 1960-talet
När Kongo blev självständigt 1960 tillhörde Kabila premiärminister Patrice Lumumbas stödtrupper. När Lumumba avsattes av Mobutu Sese Seko sökte Kabila efter vägar att störta Mobutu.
År 1965 kom Kabila i kontakt med Che Guevara, som rest från Kuba till Kongo tillsammans med ett hundratal gerillasoldater för att stödja ett väpnat uppror mot Mobutus regim. Guevara fann dock Kabila mer intresserad av alkohol och kvinnor än att leda revolutionen, och de kongolesiska rebellerna inkompetenta och ideologiskt omotiverade. Kabila fick därför inget kubanskt stöd, och efter ett misslyckat uppror sökte Kabila och hans kvarvarande trupper skydd i det bergiga Fizi-Baraka-området i Södra Kivu där de bildade Folkets revolutionära parti (PRP). 
Med stöd av folkrepubliken Kina bildade PRP en marxistisk utbrytarrepublik i provinsen Södra Kivu, som finansierades av intäkter från kollektivjordbruk, utpressning och mineralsmuggling. 

### 1970- och 1980-talen
I slutet av 1970-talet och början av 1980-talet hade Kabila samlat på sig en anmärkningsvärt stor personlig förmögenhet och skaffat sig hus i både Dar es-Salaam och Kampala. I Kampala ska han ha träffat Ugandas kommande ledare Yoweri Museveni. Museveni och Tanzanias förre president Julius Nyerere presenterade senare Kabila för Paul Kagame, som kom att bli president i Rwanda. Dessa personliga kontakter kom att spela en avgörande roll i mitten av 1990-talet, när Uganda och Rwanda sökte kongolesiska alibin för sin militära invasion av Zaire.
PRP-staten upplöstes 1988, varpå Kabila försvann och förmodades vara död.

### 1990-talet
Sedan återkom han plötsligt, återupprättade PRP och tog över paraplyorganisationen AFDL som startade första Kongokriget med stöd av Uganda och Rwanda. 
Efter att ha störtat Mobutu i maj 1997 blev Kabila president i Demokratiska republiken Kongo (som landets namn ändrades till).

### 2000-talet
Den 16 januari 2001 utsattes Kabila för ett attentat i vilket han sköts av medlemmar av sin egen livvaktsstyrka. Han avled två dagar senare i sviterna av attentatet. Efter mordet efterträddes han som president av sin son Joseph Kabila.